# Shark Jaws
Shark Jaws est un jeu vidéo de plongée sous-marine et d'action développé par Atari Inc. et édité par ce dernier sous le label Horror Games le 25 septembre 1975. Il est considéré comme la première adaptation d'un film en jeu vidéo de l'histoire. C'est une adaptation du film Les Dents de la mer de Steven Spielberg sorti en juin de la même année, conçu sans avoir obtenu les droits de licence,,. Nolan Bushnell tente pourtant de les négocier, mais ne parvient pas à les acquérir auprès d'Universal Pictures. Le jeu sort tout de même sous le titre du film augmenté d'un préfixe « Shark » inscrit en tout petits caractères, laissant apparaitre en gros le titre original anglophone « Jaws ». Afin d'éviter toute poursuite judiciaire contre Atari, Bushnell crée une seconde filiale après Kee Games, Horror Games, qui prend en charge l'édition du jeu. À cette époque, la défense des licences et des propriétés intellectuelles n'est pas aussi acharnée que dans les années 2010, et Atari Inc. parvient à profiter sans déboire de la notoriété du film de Spielberg,.
Le joueur contrôle un plongeur hauturier qui essaye d'attraper du menu fretin, tout en évitant un grand requin blanc qui essaye de le manger. Le joueur fait augmenter son score lorsqu'il attrape les poissons en passant dessus. Le jeu se joue uniquement en solo et les graphismes sont affichés sous la forme d'un écran fixe en noir et blanc,.
Le jeu prend place dans une borne personnalisée comportant un seul joystick central et un bouton pour lancer la partie. Le système d'arcade est uniquement composé de circuits discrets, et comporte la mention Atari malgré son édition sous la bannière Horror Games.
Selon Bushnell, le succès du jeu a permis de vendre près de 2 000 unités de la borne,.